# Alexei Feofilaktowitsch Pissemski

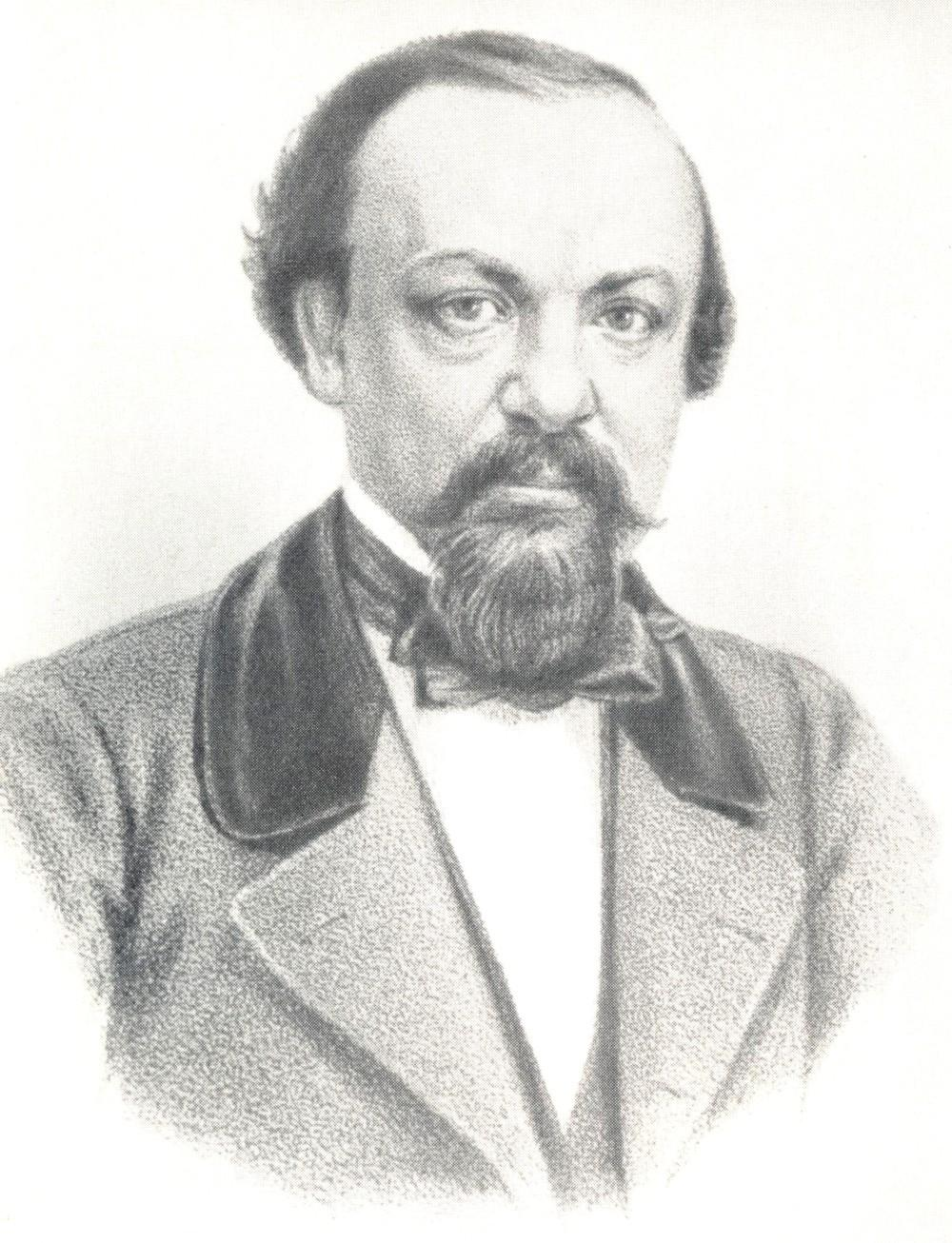
Alexei Pissemski in den 1860er Jahren

Alexei Feofilaktowitsch Pissemski (russisch Алексей Феофилактович Писемский, wissenschaftliche Transkription Aleksej Feofilaktovič Pisemskij; * 11. Märzjul. / 23. März 1821greg. in Ramenje; † 21. Januarjul. / 2. Februar 1881greg. in Moskau) war ein russischer Schriftsteller.
Pissemski studierte in Moskau Mathematik. Danach war er ab 1844 im Staatsdienst tätig und arbeitete zunächst in der Gouvernementsverwaltung von Kostroma. 1866 ging er nach Moskau und arbeitete dort in der Staatlichen Immobilien- und Grundbesitzverwaltung. Diese Tätigkeit bot ihm ausreichend Stoff für erste Prosaskizzen, jenes Genre, das sich in der Mitte des 19. Jahrhunderts großer Beliebtheit erfreute und das auch große Autoren wie Turgenjew zunächst pflegten. Diesem Genre sind seine Skizzen aus dem Bauernleben, die das Leben der Bauern im Gouvernement Kostroma naturalistisch beschreiben, zuzuordnen (Očerki iz krest’janskogo byta), die 1856 als Buch erschienen.
Ende der 1840er Jahre wurde der Mitglied des Kreises um den russischen Schriftsteller (vor allem von Komödien und anderen Theaterstücken) Alexander Ostrowski und der Zeitschrift Moskwitjanin (Der Moskauer), deren Mitherausgeber Ostrowski ab 1850 war.
Er schrieb Romane, Novellen und Dramen, in denen er das Leben in Russland realistisch darstellte und die Leibeigenschaft sowie den beginnenden Kapitalismus in Russland kritisierte. Er zählte damit zu den sogenannten „Antinihilisten“ der 1860er Jahre, zweifelte jedoch an der Möglichkeit echter Sozialreformen.
Pissemski trat erstmals 1846 mit seinem Roman Bojarščina (1890, nahe am Original, als Hohe Herrschaften übersetzt) hervor, der aber eigentlich eine Ehegeschichte und über eine Heirat aus finanziellen Erwägungen erzählt. Dieser Roman wurde 1846 in der Zeitschrift Der Moskauer (Moskwitjanin) veröffentlicht, kurz nach Erscheinen von der Zensur verboten. Es folgten diverse Novellen, darunter Der Weichling, Der Hypochonder oder Die Teilung.
Einen ersten Achtungserfolg errang Pissemski mit seinem Roman Der Faulpelz (Tuf’jak) von 1850.
Sein bekanntester Roman erschien 1858 unter dem Titel 1000 Seelen (Tysjača duš). In diesem macht der Held Karriere, trotz aller Widerstände, die sich ihm zunächst in den Weg stellen. Zu diesem Zwecke lässt er auch seine Jugendliebe sitzen und heiratet stattdessen eine unansehnliche Tochter eines Generals, weil diese ihn im Stand hebt und zugleich Grundbesitz mit tausend Bauern, die an diesen gebunden sind, eben die titelgebenden 1000 Seelen. Schließlich wird der Held sogar zum Gouverneur der Provinz, in der er seinen Grundbesitz hat. Als dieser macht er jedoch einen Wandel durch und will plötzlich das Schicksal der armen Bauern ändern und ihre miserablen Lebensverhältnisse umgestalten.
Die moralische (Selbst-)Läuterung des Protagonisten findet sich als Motiv auch in Pissemskis Bühnendrama Ein bitteres Schicksal (Gor’kaja sud’bina, deutsche Übersetzung 1922 unter dem Titel Das bittere Los).
1857 bis 1860 redigierte er zusammen mit Alexander Druschinin die Lesebibliothek (Biblioteka dlja čtenija) und führte in dieser eine publizistische Kampagne gegen eine der einflussreichen Konkurrenzzeitschriften Der Zeitgenosse (Sovremennik), die ihm heftige Kritik einbrachten.
Ebenso heftig waren die Redaktionen auf seine Romane Das aufgewühlte Meer (Vzbalamučennoe more von 1863) und Im Strudel (V vodovorote von 1871), die in die Reihe antinihilistischer Romane wie von Nikolai Leskow oder Iwan Gontscharow fallen oder diese sogar beförderten bzw. hervorriefen.

## Werke (Auswahl)
- Tausend Seelen. Roman (Tysjača duš, 1858)
  - Aus dem Russischen übersetzt von Dr. L. Kayssler. Berlin : Gerschel 1870 (2 Bände) 
    - Band 1 Bayerische Staatsbibliothek, Google Books
    - Band 2 Bayerische Staatsbibliothek, Google Books (Band 2)

  - Aus dem Russischen übersetzt von Woldemar Feysack. Berlin : Aufbau 1955
- Das aufgewühlte Meer : Roman (Vzbalamuščennoe more, 1863)
- Das bittere Los : Schauspiel in vier Aufzügen. o. O. 1922
- Die Ehe aus Leidenschaft. Novelle
- Die Geldheirat : Roman (Bojarščina, 1846)
  - Dt. von Barbara Heitkam u. Brigitta Schröder. Berlin ; Weimar : Aufbau 1989
- Hohe Herrschaften : Roman. (Bojarščina, 1846)
  - Aus dem Russischen übersetzt von L. Albert Hauff. Berlin : Otto Janke [1890] Hathitrust = Google Books, Bayerische Staatsbibliothek
- Der Hypochonder. Drama
- Die Kleinbürger : Roman (Meščane, 1877)
- Menschen der 40er-Jahre : Roman (Ljudi sorokovych godov, 1869)
- Der reiche Bräutigam : Roman von A[lexis] Th. Pissemski (Bogatyj ženich),
  - Aus dem Russischen übersetzt von L. Albert Hauff. Berlin : Otto Janke [1890] Hathitrust = Google Books, Bayerische Staatsbibliothek
- Im Strudel : Roman. (V" vodovorote, 1872)
  - Aus dem Russischen übersetzt von Wilhelm Lange (1849–1907). Berlin : Auerbach 1882 (A. B. Auerbach’s Sammlung hervorragender Dichtungen des Auslandes, Band 11+12)
  - Aus dem Russischen übersetzt von Eveline Passet. Nachw. von Peter Thiergen. Zürich: Manesse 1990
- Der Waldteufel. Novelle
  - Aus dem Russischen von Claire von Glümer. In Novellenschatz des Auslandes Bd. 14. München 1872, S. 40–124; Berlin : Globus Verl., [1910]
- Weiße Falken. Drama